# Bryce Harper
Bryce Aron Max Harper, ameriški poklicni bejzbolist, * 16. oktober 1992, Las Vegas, Nevada, ZDA.
Harper je poklicni igralec zunanjega polja in trenutno član ekipe Washington Nationals.
Na naboru lige MLB leta 2010 ga je ekipa iz Washingtona izbrala s 1. izbiro nabora. Visok je 190 cm in tehta 102 kg. 
Leta 2010 je prejel nagrado Golden Spikes Award, ki jo letno podeljujejo najboljšemu ljubiteljskem igralcu bejzbola. Pred sezono 2012 so ga najuglednejši ocenjevalci mladih igralcev, kot so  Baseball America, MLB.com in Baseball Prospectus vsi ocenili za enega izmed treh najbolj obetavnih mladih igralcev.  V ligi MLB je prvič zaigral 28. aprila 2012. Istega leta je tudi zaigral na Tekmi vseh zvezd in tako postal najmlajši položajski igralec, ki mu je to uspelo.  Pogosto so ga oklicali za »igralca s petimi orodji«. 

## Zasebno življenje
Njegov starejši brat Bryan je na Univerzi Južne Nevade skupaj z Brycem igral v bejzbolski ekipi, kjer je metal. Predhodno je igral za Univerzo Južne Karoline, s katero je med letoma 2010-2011 dvakrat zapored osvojil šampionska prstana po zmagah na Univerzitetni Svetovni seriji. Kasneje ga je ekipa Chicago Cubs izbrala na naboru lige MLB leta 2010, a z njo ni sklenil pogodbe.  Kasneje ga je na naboru leta 2011 izbral klub iz Washingtona, trenutno pa je član moštva Auburn Doubledays, nižje podružnice kluba. 
Bryce je bil predmet epizode ESPN-ove serije E:60 in maja 2009 krasil naslovnico revije Sports Illustrated. Prav tako je sklenil sponzorsko pogodbo s farmacevtskim podjetjem, ki se specializira za izdelke za dejavni življenjski slog, ki sliši na ime MusclePharm.
Je član Mormonske cerkve. V lasti ima predelanega Mercedes-Benza CLS, ki ima med drugim na zadnjem delu avtomobila namesto logotipa proizvajalca logotip moštva Washington Nationals v obliki črke W. 